# Црква Свете Петке у Трнави
Црква свете Петке налази се у селу Трнава поред пута Рашка - Шераметовица, на падинама планине Голија на 10 км од Рашке. Подигнута је 1579. године на темељима старије цркве. Грађена је од ломљеног камена, свод од тесане сиге, а камене плоче су задржане само на крову апсиде. Фреске које су сачуване имају велику стилску и иконографску вредност.

## Историјат
Црква је саграђена 1579/80. године. О градњи и живописању храма више нам открива сачувани натпис који помиње два имена — једну мушку и једну женску особу који су највероватније једини ктитори. Имена трнавских ктитора без ознаке занимања и друштвеног положаја не казују нам ништа о њиховој хијерархијској припадности, али нам несумњиво указују на чињеницу да они никако нису први међу једнаким, већ припадници богатијег слоја друштва. Они су се или бавили трговином или сточарењем и тиме издвојили из сиромашне средине, или су ce стекавши наклоност турских власти неким посебним заслугама уздигли на виши положај од других својих савременика.
Из поменутох натписа сазнајемо  је храм саграђен и осликан између 1. септембра 1579. и 31. августа 1580. године и да су при том велике заслуге имале личности Вуцина или Вучина и Цвете или Цвеје. Живописана је непосредно после завршетка градње y неком од летњих месеци 1580. године, а  читав посао је завршен пре 14. октобра када се слави празник Света Петка. Изградња и животописање цркве исте године није био редак случај за градњу малих цркава за време турске владавине.

## Архитектура
Црква је скромног облика и спада y ред сеоских цркава гробљанског типа, насталих y време турске владавине y готово свим областима Пећке патријаршије. Без куполе, правоугаоне основе, са двосливним кровом прекриваним каменим плочама, ниска и приземљена, црква више подсећа на обичну сеоску кућу него на богомољу са истакнутијим сакралним знамењима. Унутрашњост цркве је богато живописана. Правоугаоног је облика, a на истоку ce завршава несразмерно малом и врло плитком полукружном апсидом. На западној страни црква ce завршава истовремено грађеном припратом, која захвата нешто мању површину од наоса. И наос и припрата засвођени су полуобличастим, нешто развученим, сводом зиданим блоковима сиге, преко којег је постављен двоводни кров са покривачем од фалцованог црепа. У храм се улази кроз врата на западном зиду нартекса. Унутрашњост је веома мрачна а светлост продире кроз три прозора.
Од фресака су сачуване стојеће фигуре светих архијереја, светих ратника и других светитеља, као и доминантни Велики празници у наосу и сцене из живота Свете Петке у припрати.